# Édson Boaro
Édson Boaro (São José do Rio Pardo, 3 juli 1959) – alias Édson Abobrão of kortweg Édson – is een Braziliaans voormalig betaald voetballer die als rechtsachter speelde. Gedurende zijn carrière speelde Édson onder andere meer dan 200 wedstrijden voor Corinthians. Voorts speelde hij drie seizoenen voor SE Palmeiras. Édson is een 19-voudig Braziliaans international. Hij speelde twee duels op het WK 1986 in Mexico, waar Brazilië met spelers als Zico en Sócrates strandde in de kwartfinales.

## Erelijst
| Pan-Amerikaanse Spelen | 1x | 1979 |